# Dybbuk

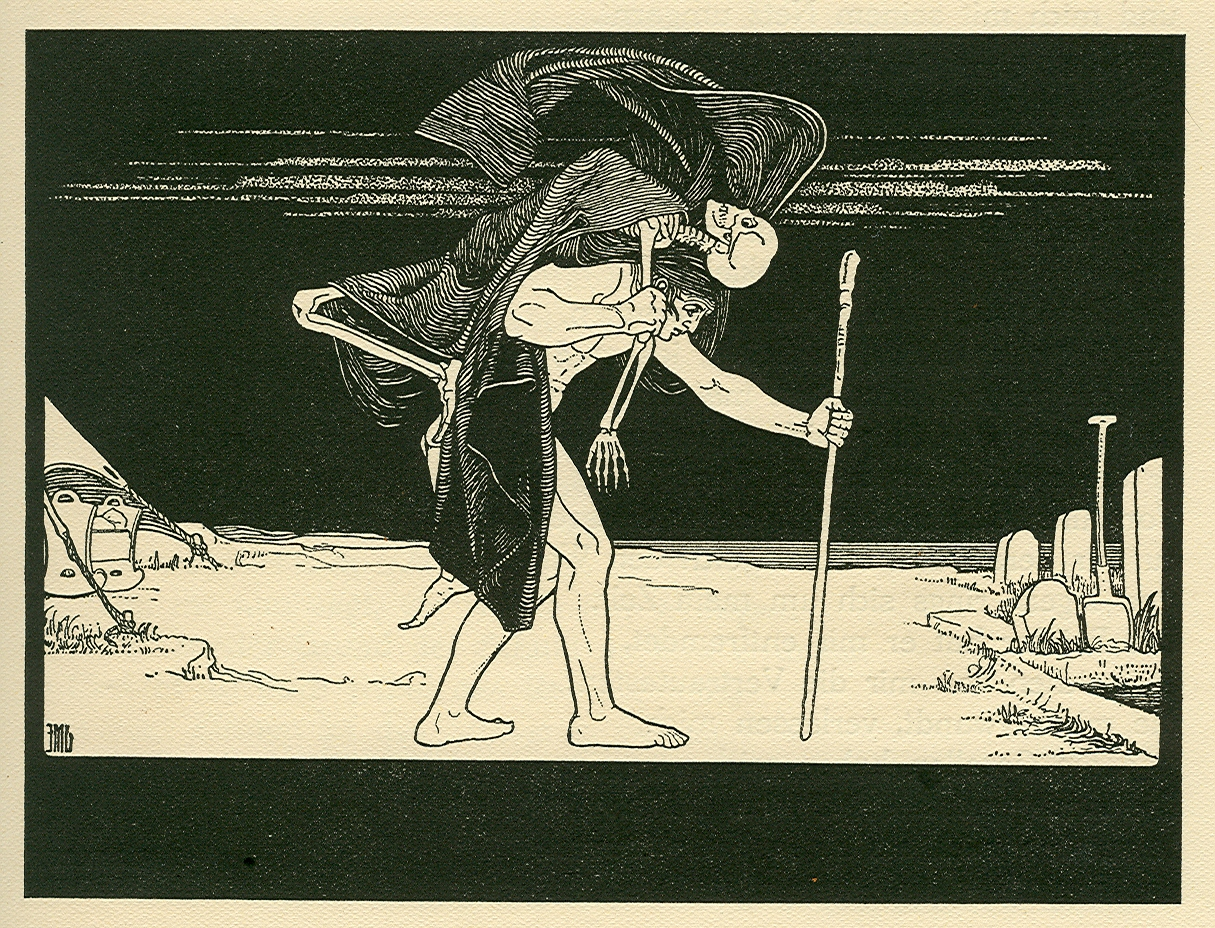
Dybbuk, por Ephraim Moses Lilien.

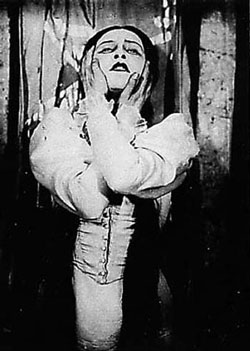
Teatro ídish. Hanna Rovina como Leah'le en el drama titulado El Dybbuk o Entre Dos Mundos (דער דיבוק אָדער צווישן צוויי וועלטן), Teatro Nacional Habima, c. 1920.

En el folclore judío, un Dibbuk o Dybbuk es un espíritu maligno capaz de poseer otras criaturas, y se cree que es el alma errante de un muerto. Se dice que los dybbuks escaparon del Gehena, término hebreo traducido algunas veces como "infierno", o que fueron expulsados de este por cometer transgresiones tales, que el alma no podía ser admitida ahí, como el suicidio.

## Etimología
La palabra dibbuk se deriva del hebreo דיבוק que significa "adhesión". El Dibbuk se adhiere al cuerpo de una persona viva y lo habita. De acuerdo con la creencia, un alma que no pudo cumplir su misión durante su vida, tiene una segunda oportunidad de hacerlo en la forma de un Dybbuk. Dibbuk forma parte de algunas frases que sirven mejor a la comprensión de la palabra en sí (funcionando como un apócope o una abreviatura), tales como dibbuk me-ru'aḥ ra'ah (que se traduce como una hendidura de un espíritu maligno) o dibbuk min ḥa-hitẓonim (dibbuk del exterior) cuando se encuentra en una persona. Supuestamente deja el cuerpo del anfitrión una vez que ha llevado a cabo su objetivo, a veces siendo exorcizado por alguien calificado para llevar a cabo este proceso.
La palabra ‘dibbuk’ significa también “espíritu atado” en yiddis y designa un concepto judío que expresa una de las posibles situaciones del alma tras la muerte. Concretamente un dybbuk es el alma —en la que predomina el mal sobre el bien o simplemente es espiritualmente poco evolucionada— de alguien que, tras morir, no ha podido continuar con el ciclo natural de encarnaciones necesarias para llegar a cumplir el fin espiritual individual que Dios le ha dado y, en consecuencia, se ha quedado en el mundo y busca poseer el cuerpo de alguien que, por su naturaleza y situación de vida, resulte propicio para cumplir aquellos fines y deseos que no fueron satisfechos mientras el dybbuk vivía.
Sea cual sea el caso, todo dybbuk ha sufrido el “karet”; esto es, la situación de separación que, como consecuencia natural de las malas acciones efectuadas en vida, experimenta un alma con respecto a Dios. A pesar de eso el grado de oscuridad espiritual de un dybbuk puede variar, dándose el caso de quienes en vida fueron auténticamente malvados (violadores, asesinos, torturadores, etc) y el de quienes simplemente tomaron caminos equivocados (drogadicción, dedicación completa de la voluntad a conseguir dinero y cosas mundanas, etc) o muy alejados de Dios pero no por ello propios de ser encasillados en la esfera de la maldad. Por ello la finalidad principal que un dybbuk busca con la posesión puede variar; siendo, por ejemplo, huir del castigo divino en un caso extremo o el acabar ciertos asuntos pendientes en el caso de un dybbuk que, por haber pecado menos, tiene menos que temer.
-espíritu maligno

## Historia
Las primeras referencias a este término aparecen por primera vez en varias escrituras del siglo XVI, aunque fuera ignorado por los estudiosos cuando Shloime Anski presentó su obra teatral El Dybbuk ante los círculos literarios de su tiempo. Los testimonios más tempranos (tal como lo dice Flavio Josefo) de dybbuk, eran de posesión demoníaca más que por fantasmas o fenómenos paranormales. 
Los dibbuks es una de varias formas de transmigración del alma en la mitología judía. En contraste con el dybbuk, el Ibbur (traducido como la impregnación) es una posesión positiva, de que gane la sabiduría para reincorporarse con Dios (algo parecido al Karma) como mitzvah. El gilgul (Yidis גלגול הנשמות), traducido literalmente como "el balanceo", echa la idea que un alma debe sobrevivir muchas vidas aque pasa cuando un alma honrada posee temporalmente un cuerpo. Esto siempre se hace con el consentimiento del Oriente.
El auge de las historias de dybukkim, tanto como eventos históricos sobre los cuales se escribía, como ficciones que servían como cuentos de precaución sucedió entre mediados del siglo XVI y mediados del XVII. Esto, argumenta el historiador Chajes, se encuentra directamente en paralelo con la llamada “Era de lo Demoníaco” en el cristianismo europeo, en la cual se difundieron historias de demonios, fantasmas y posesiones como mecanismos moralistas de convicción con los feligreses de diferentes órdenes del cristianismo. Chajes propone que los rabinos de la época se sentían amenazados ante el potencial de perder seguidores que asustados por las historias demoniacas de posesiones y exorcismos se convirtieran a la iglesia que sí ofrecía soluciones a estos problemas. Con el concepto del exorcismo en boga, los rabinos no podían darse el lujo de ser los únicos clérigos sin el poder de remediar una posesión, y parecer débiles ante una congregación en la que incluso la gente educada y creyente de las ciencias era partícipe de las ideas de posesión.
Por la naturaleza de estas historias, y su difusión como cuentos cuyo propósito era intimidar a la gente a adherirse a las doctrinas del gilgul y otras ideas místicas que recién ingresaban al judaísmo occidental, Ruth Gilbert ha denominado al dybbuk, la historia del Golem, y la del Judío Errante como “El Gótico Judío”. Aunque el origen de estos conceptos son posteriores a la época denominada Gótica en la historia de las estéticas, Gilbert relaciona este estilo narrativo con las técnicas de convicción góticas que mezclan el miedo, terror, y el deseo. Pareciera que la agencia con la que los rabinos de este llamado Gótico Judío desparramaban historias para intimidar a la gente es una ola tardía de propaganda medieval que llegaba tarde a las herméticas comunidades de judíos conservadores, segregados del resto de Europa, y la cual penetra estos círculos a través de los grupos más misticistas y liberales.

### Origen teológico del dybbuk
En el Talmud se habla de espíritus desencarnados y de exorcismo pero sin embargo no se destaca el concepto de la transmigración (reencarnación), necesario para la concepción del dybbuk propiamente dicho. Y es que la idea del dybbuk aborda el judaísmo con la introducción de la creencia en la reencarnación, hecho este vinculado a la presencia de su raíz conceptual en fuentes griegas, indias, gnósticas, cristianas (del cristianismo primitivo) e islámicas (de la escuela Mu’tazili principalmente), fuentes todas ellas que en alguna u otra forma y medida no estuvieron del todo desvinculadas al misticismo judío que abrazó la teoría de la reencarnación otorgándole, desde luego, un fundamento teológico en el corpus de la revelación judía y de la teología desarrollada en torno a aquel.
Puntualmente fue en el siglo octavo, dentro del misticismo desarrollado por ciertos eruditos de las comunidades judías de Europa, cuando y pese a la oposición de muchos teóricos la idea de la reencarnación realmente entró. Ejemplo de la fuerza que obtuvo la vemos en un libro tan clave como el Zohar (siglo XIII), en cuyo versículo 186b dice: ‹‹Siempre que una persona fracasa en su propósito en este mundo, Dios, Bendito Sea, la arranca de raíz y la vuelve a plantar una y otra vez, repetidamente››. Ya en el siglo XII esta idea de la reencarnación pasó a formar parte establecida de la Cábala; y después, en el siglo XVI, algunas escuelas y sobre todo la del Círculo de Safed, tomaron esta teoría en el marco de la cual el místico Isaac Luria (líder del Círculo de Safed) sentó las bases de la creencia judía en el dybbuk, concepto que, junto a los del gilgul y el ibbur, sería clave para la comprensión teológica de las posibilidades situacionales del alma en su dinámica evolutiva orientada a la consecución del propósito divino.
Finalmente los discípulos de Isaac Luria llevaron la idea un paso más allá con la teoría de la posesión efectuada por el dybbuk y, más adelante en lo que fueron los inicios del siglo XX, el folklorista y erudito judío S. Ansky dio un salto a la popularidad del dybbuk cuando en 1916 publicó su obra Der Dybbuk, inicialmente escrita en yiddish pero posteriormente traducida a varios idiomas.

### Dybbuk y género
Es importante mencionar las cuestiones de género que se han analizado en torno a la figura del dybbuk. Mary Keller nota en The Hammer and the Flute: Women, Power, and Spirit Posession que la gran mayoría de los dybukkim sobre los que se escribe eran espíritus masculinos y que muchos de ellos se encontraban en pena por haber cometido pecados de orden sexual. Si bien por un lado, a ojos contemporáneos, pareciera que las mujeres que decían estar poseídas por un dybbuk hallaban una voz ante el rabino, y la comunidad con lo que percibimos como un teatro, que caería en la categoría del discurso del loco, las historiadoras feministas opinan que esta es una postura vacua y demasiado superficial.
Naomi Seidman lee la recurrencia de mujeres como víctimas de posesión en los relatos de dybbuk como una figura de la determinación exacerbada de las mujeres de la época por guiar a su comunidad por el camino que creían era el correcto sin importar el costo. La mujer en su papel de receptora del dybbuk, se permite a los ojos de Seidman a ser ambivalente y mediar entre territorios místicos en los que ni siquiera los hombres se aventuraban; a través de esta figura fungían como ecotonos entre la vida y la muerte, lo masculino y lo femenino, lo trascendente y lo desfigurado, la victimización y el empoderamiento.
Por su parte Keller analiza más bien las lecturas que se han hecho de las posesiones de dybbukim en cuerpos femeninos en la historia y la manera en la que este análisis ha afectado la validez de la postura de la mujer judía medieval en su contexto. La lectura simplista en la que el apoderado es el exorcista, que redime a la mujer de su terrible estado dejaría fuera las consecuencias comunitarias que venían con cada episodio de posesión. El rol de la mujer poseída en estas situaciones, opina Keller, era de fungir como campo de debate sobre posturas nuevas y progresistas en cuanto a temas religiosos y legales, a la vez que la mujer permitía que su cuerpo se utilice para redimir al alma en pena que la poseía, empoderándola frente a la postura del exorcista cuyo papel se reducía a ser un guía para posibilitar esta redención.
Un concepto que refuerza las lecturas feministas de Seidman y Keller es el equivalente positivo a la posesión por el dibbuk, llamada ibur. Una posesión por ibur era considerada como una señal divina, esta sucede generalmente en cuerpos masculinos y es invocada por el poseído con ayuda de un grupo de místicos. La traducción literal del yidis de ibur es embarazo, concepto en el que Keller identifica una divinización incuestionable de la posesión masculina, lo cual resulta en la representación ambivalente y cuestionable de la posesión femenina. Cabe mencionar que todos los registros existentes de posesiones de este tipo fueron escritas y divulgadas por hombres exclusivamente, no se conoce una versión de autoría femenina para tomar en cuenta en el análisis.

## En la cultura popular

### Gilgul, dybbuk e ibbur, tres situaciones distintas del alma tras la muerte
En la idea judía de reencarnación ocurre que, cuando una persona muere, normalmente su alma experimenta la situación de gilgul (palabra hebrea que literalmente significa “rodar”), lo cual no es otra cosa que el hecho de transmigrar, de pasar de forma natural a encarnarse (al momento de nacer, no en la concepción como creen los católicos) en otro cuerpo, durante un número de años previamente fijado por decreto divino. Así el gilgul es el proceso normal que media entre una vida y otra en el ciclo de reencarnaciones, ciclo que en el judaísmo no es indefinido sino que se detiene cuando el alma ha cumplido el propósito individual que Dios le otorgó.
Ahora bien, hay veces en que el alma no pasa a encarnarse en su siguiente vida sino que se queda paralizada en el proceso, se queda sin cuerpo dentro del mundo. Es entonces, y en virtud de que las almas presentan una tendencia natural a buscar estar en un cuerpo (al menos eso es lo que se cree en el marco teológico del dybbuk), cuando puede ocurrir uno de los siguientes casos:
El primer caso, y que corresponde a la segunda forma de transmigración, es el del dybbuk. En este caso y como ya se dijo, el alma corresponde a una persona mala o poco evolucionada. Esta alma busca entonces poseer el cuerpo de otra persona: sea para evitar el castigo de los ángeles que ayudan a separar el alma del cuerpo, sea para superar (con acciones en el cuerpo a poseer) o evitar castigos relacionados con su vagabundeo por la Tierra, sea para buscar venganza o simplemente para huir de su situación de extravío. Así, bien puede ser que la persona viva no sienta que un dybbuk le ha poseído o por el contrario si el dybbuk se manifiesta puede atormentar a su portador.
El segundo caso, correspondiente a la tercera forma de transmigración, es el del ibbur (palabra hebrea para “impregnación”), un caso que se diferencia del dybbuk en el hecho de que siempre es temporal (solo dura un periodo de la vida del poseído) y siempre se trata de un alma altamente evolucionada en la que despuntan la bondad y la sabiduría, alma esta que no necesariamente entra en el cuerpo del viviente porque ha estado vagando por la Tierra sino que bien puede darse el caso de que el ibbur haya estado junto a Dios y, por un puro impulso de bondad y amor, haya pedido descender a la Tierra para tomar el cuerpo de una persona y así ayudarle, con su naturaleza superior, a cumplir el plan que Dios le asignó. No obstante también puede ser que el ibbur busque poseer el cuerpo del viviente para cumplir un propósito propio, tal como cumplir una promesa, realizar un mitzvá (deber religioso) o efectuar cualquier otra tarea (siempre moral y espiritualmente buena) que precisa de un cuerpo físico para su cumplimiento; más, aunque así fuere, la posesión del ibbur resultará igualmente muy positiva para la vida espiritual del viviente. Y es que tal es la luminosidad espiritual del ibbur que, según los cabalistas, puede explicar muchos casos en los que una persona común ha tenido estados místicos o en los que un místico ha sido arrebatado a estados en los que ha oído y/o visto cosas sorprendentes, cosas de una naturaleza tan lejana a las cosas usuales que, en virtud de aquello, no pueden ser explicadas por el discurso racional y precisan del lenguaje de la poesía, las paradojas y otros rodeos de la expresión figurativa e indirecta. Podemos sin embargo preguntarnos a quiénes tienden a ayudar más los ibbur que entran en un cuerpo para cumplir fines propios del plan divino asignado a la persona poseída. La respuesta es clara: a aquellos que están extraviados en el sendero de la vida, que no encuentran su propósito espiritual, a quienes están atravesando situaciones difíciles que el ibbur ha superado exitosamente cuando estaba vivo; y claro, a quienes sin estar espiritualmente desorientados se hallan intentando superar algún defecto o problema interno (que el ibbur ya superó) o bien se hallan queriendo conseguir una meta (externa) elevada y difícil. Es debido a ese papel de guías e inspiradores espirituales que los ibbur, cuando han cumplido su tarea y se marchan, suelen dejar en quien fue poseído (la palabra técnica es “impregnado”) una sensación de vacío y muchas veces un estado de depresión ligado a la pérdida de un pálido reflejo (el ibbur) de la luz del Creador, estado este que los rabinos aconsejan superar considerando todo lo bueno que el ibbur hizo por nosotros y teniendo en cuenta que, si se marchó, es que ya hizo lo que tenía que hacer el ibbur.

### Cuando un dybbuk intenta poseer a una persona
El dybbuk ( Demlus) busca personas en las que se ha abierto cierta separación entre el cuerpo y el espíritu (y tiene una gran capacidad para detectar dichas personas), ya que es a través de esa separación por donde el dybbuk puede colarse y efectuar la posesión. Por eso el dybbuk generalmente prefiere tomar el cuerpo de una mujer, puesto que las mujeres son más propensas a sufrir problemas emocionales y enfermedades psicológicas en las cuales el cuerpo y el espíritu desarrollan una problemática que los desvincula en cierto grado. O al menos eso es lo que en general creen en el judaísmo.
Pero las razones de elección del dybbuk van más allá de eso. Según Gershon Winkler, estudioso con más de 25 años de experiencia[2] en el campo de la investigación sobre folklore judío, espiritualidad judía y raíces chamánicas del judaísmo, “el dybbuk elije a alguien que está en el estado donde su alma y su cuerpo no están totalmente conectados entre sí a causa de la melancolía severa, la psicosis y ese tipo de cosas. Entre los no que no están integrados, busca a alguien en particular cuya vida actual esté atravesada por situaciones que el espíritu poseedor tuvo que pasar, por lo cual este espíritu percibe compatibilidad con alguien que está luchando con lo mismo que él luchó. Digamos que en mi corazón tengo un deseo de robar todas las tiendas que me convenga robar, pero no sigo este deseo porque no tengo agallas. Bien pues, el espíritu de alguien que haya hecho eso se sentirá atraído por mi deseo de hacerlo y me poseerá porque somos compatibles”. Pero las palabras de Winkler no deben dar lugar a la interpretación equívoca de que una persona que cede a sus peores deseos o inclinaciones está siendo víctima de un dybbuk pues, como de otras palabras suyas se desprende claramente, la posesión del dybbuk presenta signos específicos: “Se puede decir que es real si la persona es capaz de hablar las cosas que de otro modo no sería capaz de conocer. Debido a que el alma que hay en el poseído no se integra lo suficiente para ser sujeta al tiempo, espacio y materia, este sería capaz de decirte cosas que no se conocen normalmente, cosas como lo que soñaste la noche anterior, lo que está pasando en la calle, tal vez incluso pueda hablar un idioma diferente que nunca ha conocido antes”.

### Cómo se expulsa a un dybbuk
La Cabalá dice que existe una forma específica para exorcizar al dybbuk. Dicha forma se basa en tocar música ceremonial con un cuerno de carnero (el shofar). Pero no cualquiera debe tocar el cuerno: debe ser un rabino experto en la Cábala. Además, el rabino deberá estar acompañado de 10 personas (reunidas preferentemente en una sinagoga) capaces de soportar la experiencia y de formar un círculo santo de protección en torno al poseído, todo esto mientras se repiten textos sagrados. Concretamente todos deben recitar el Salmo 91 mientras el rabino hace sonar el shofar para desorientar a la entidad. El proceso de recitación del Salmo 91 se repetirá tres veces, pues solo así será posible la comunicación con el dybbuk, dentro de la cual se le pedirá que abandone el cuerpo del poseído y se le indicará qué camino seguir para su propia salvación.
Muchas historias muestran que el rabino, que debe ser siempre un individuo piadoso, está asistido por un maguid (espíritu benéfico) o por un ángel. El rabino Gershon Winkler es alguien que ha llevado a cabo varios exorcismos. Él contó lo siguiente: “Nosotros soplamos el cuerno de carnero de cierta forma, con ciertas notas, en vistas a romper el cuerpo, por así decirlo. Así el alma que está poseyendo será soltada. Después de que se ha soltado nosotros podemos empezar a comunicarnos con ésta y preguntarle por qué está aquí. Podemos orar por dicha alma y hacer una ceremonia para permitir que se sienta segura y así terminar para que pueda dejar el cuerpo de la persona”
No obstante en ciertos casos el primer paso del proceso es la entrevista con el dybbuk, cosa que se realiza para determinar por qué el espíritu no ha cambiado, información esta que será clave para que el rabino convenza al dybbuk de salir. Otra cosa importante es descubrir el nombre del dybbuk, ya que según el folklore judío, es preciso conocer el nombre de una entidad para poder darle órdenes. También, al menos según muchas historias, la entrevista es importante pues son muchos los dybbuk que encuentran gran complacencia en saber que alguien se interesa por ellos y por los problemas que les han llevado a hacer lo que han hecho.
Para el autor Howard Chajes existen diversas combinaciones de objetos y conjuros empleados para expulsar al dybbuk. Un gran ejemplo es el de la fórmula en la que el exorcista utiliza un frasco vacío y una vela blanca. En esa variante, el exorcista recita un conjuro para ordenar (si aún no se conoce el nombre) al dybbuk a decir su nombre, tras lo cual recita un segundo conjuro en el que se ordena al dybbuk que abandone el cuerpo de la persona y llene el frasco. Sorprendentemente y cual si de un videojuego o historia fantástica se tratase, el frasco se iluminará de rojo si el dybbuk cumple la orden.

### Cajas de Dybbuk
El 9 de febrero de 2004 se subastó en ebay por $280 USD un objeto descrito como Gabinete para vinos judío atormentado por un Dybbuk. La página de la venta incluía las historias de dos vendedores que buscaban deshacerse mediante subasta del artículo que se ofrecía ya que creían que le había traído una serie de tragedias a sus familias desde el momento en el que la adquirieron. El gabinete podía ser comprado junto con una serie de testimonios, deposiciones oficiales, y comprobantes médicos que demostraban el infortunio que habían vivido los dueños de este objeto durante el tiempo en el que lo tuvieron en sus casas. Esta venta pronto captó la atención de la comunidad interesada en lo paranormal y la historia derivó en su actual dueño, Jason Haxton, fungir como su administrador. Desde entonces la caja ha aparecido en numerosos programas de televisión, los derechos de la historia fueron adquiridos por Ghost House Pictures lo cual derivó en la producción de la película La Posesión en el 2012, dirigida por Ole Bornedal.
A partir de la popularización de esta historia el concepto de caja de dibbuk se ha vuelto recurrente en la comunidad paranormal. Aunque en el folklore judío no existía registro que mencionara la habilidad de los dibukkim de poseer objetos y a través de ellos ahuyentar a sus dueños, ahora existen cientos de blogs que exponen cajas de dibbuk adquiridas en línea o en tiendas especializadas. Los usuarios suben al internet videos de ellos abriendo estas cajas y exponiendo sus contenidos. Algunas de las similitudes entre estos videos es que las cajas suelen ser de madera y estar selladas con cera. En su interior llegan a contener mechones de cabello, fotografías antiguas, y objetos que parecieran ser posesiones personales del espíritu que supuestamente ha poseído la caja.
Películas que tocan el tema de los Dibbuk:
- A Serious Man
  - La secuencia de inicio representa un cuento de Dibbuk tradicional, la cual está hablada completamente en Yidis.
- The Possession
  - Inspirada en la historia de la Caja de Dibbuk.
- La profecía del no nacido
- El Dybbuk (1937)
  - La obra de S. Ansky llevada a la pantalla en una producción polaca.
- El violinista en el tejado
  - La secuencia del sueño representa a Frumah Sarah, la exesposa del carnicero Lazar Wolf, como un Dibbuk.